# Bundesverband Bausysteme
Der Bundesverband Bausysteme e. V. mit Sitz in Koblenz wurde 1959 als „Studiengemeinschaft für Fertigbau“ in Frankfurt am Main gegründet, war auch in Wiesbaden ansässig und im Jahr 2009 umbenannt. Im Bundesverband organisieren sich seither Vertreter der Bauwirtschaft, Forschung und Lehre sowie Hersteller aus den verschiedenen Baubranchen in interessensspezifischen Fachverbänden und -gruppen, um nachhaltige Entwicklungen für das Bauwesen zu fördern. In seinen Vereinigungen widmet sich der Bundesverband Bausysteme e. V. insbesondere den Themen rationelle Bauverfahren, Vorfertigung, neue Baustoffe, Informationsverarbeitung sowie Bausysteme, wie beispielsweise Container- und Modulgebäude.

## Aufgaben und Ziele
Der Bundesverband Bausysteme e. V. setzt sich zum Ziel, basierend auf technisch-wissenschaftlicher Grundlage neue Entwicklungen im Bauwesen zu fördern und damit einen Beitrag zur erfolgreichen Gestaltung der Bauindustrie der Zukunft zu leisten. Hinsichtlich der Forderung nach wirtschaftlichen und nachhaltigen Bauweisen misst der Bundesverband Bausysteme dem Fertigbau bzw. dem Einsatz von vorgefertigten Bauteilen einen hohen Stellenwert bei. Die industrielle Vorfertigung findet deshalb in allen Bereichen besondere Beachtung. Als Dachverband schafft der Bundesverband Bausysteme e. V. einen Rahmen für den Informations- und Erfahrungsaustausch unter seinen Mitgliedern aus Industrie und Wissenschaft und fördert so die interdisziplinäre Zusammenarbeit und Vernetzung. Je nach Aufgabenstellung erarbeiten die Fachverbände und Fachgruppen technische Merkblätter, Hilfen für Bauordnungen, Lehrhilfen für Studierende, führen Informationsveranstaltungen wie die Vortragsreihe „Industrie informiert Hochschulen“ durch oder engagieren sich in Normenausschüssen und anderen Gremien. In Kooperation mit dem Verein Deutscher Ingenieure (VDI) erarbeitet der Bundesverband Bausysteme e. V. Richtlinien der Reihe VDI/BV-BS.

## Fachverbände und Fachgruppen

### Fachverband Bauprodukte Digital
Der Fachverband Bauprodukte Digital im Bundesverband Bausysteme e. V. entwickelte sich aus der 2017 gegründeten Herstellerinitiative „productsforbim“ und arbeitet an praxisnahen Lösungen zum Bauen mit der Methode Building Information Modeling (BIM) und der Erstellung eines digitales (Gebäude-)Zwillings. Insbesondere wird die Gestaltung praxiskonformer, digitaler Herstellerinformationen zu Bauprodukten und Baustoffen für die Planung, Ausführung und Bewirtschaftung von Gebäuden forciert.

### Fachverband Fertigbad
Der Fachverband Fertigbad fördert die Zusammenarbeit zwischen Herstellern von Fertigbädern und der Sanitärindustrie mit dem Ziel, die Entwicklung qualitativ hochwertiger und kostengünstiger Fertigbäder weiter voranzutreiben. Zu den wesentlichen Aufgaben des Fachverbands gehört es, die Vorteile des Einbaus von Fertigbädern gegenüber einer konventionellen Bauweise aufzuzeigen und technische Informationen zu den Produkten sowie Planungshinweise bereitzustellen. Mit seinem umfassenden Angebot richtet sich der Fachverband Fertigbad an Bauherren, Architekten, Fachplaner sowie Generalunternehmer.

### Fachverband Lagertechnik im Hochbau
Der Fachverband Lagertechnik im Hochbau bietet Herstellern von Elastomerlagern eine Plattform zum Austausch über die Charakteristika und technischen Anforderungen ihrer Produkte. Der Fachverband erarbeitet technische Merkblätter und Positionspapiere um vorrangig Planern und Anwendern sowie Studierenden einen Leitfaden zum Einsatz von Elastomerlagern an die Hand zu geben. Die Richtlinienreihe VDI/BV-BS 6207 Lager und Lagerungen im Hochbau ist auf Initiative und unter Mitarbeit des Fachverbands entstanden und setzt einen aktuellen technischen Stand zur Berechnung und Dimensionierung von Lagern im Hochbau. Elastomerlager machen sich die Eigenschaft von Elastomeren zunutze, große Verformungen reversibel aufzunehmen und werden zur Auflagerung von Bauteilen eingesetzt.

### Fachverband Vorgefertigte Raumsysteme
Im Fachverband Vorgefertigte Raumsysteme organisieren sich Hersteller und Anbieter modularer, vorgefertigter Raumsysteme, um technische und qualitative Standards für den Markt voranzutreiben. Der Fachverband vertritt die Interessen der Branche gegenüber Politik, Wirtschaft und Forschung und leistet einen Beitrag zur Stärkung der Wahrnehmung des Bauens mit vorgefertigten Raumsystemen. So entstanden im Zuge der Richtlinien- und Gremienarbeit die Richtlinienreihe VDI/BV-BS 6206 Gebäude aus wiederverwendbaren Raumzellen in Stahlrahmenbauweise, Blatt 1–3, die Richtlinie VDI/BV-BS 6208 Gebäude aus Modulen und die Richtlinie Raumzellen Transporte. Mit seinen Studierendenwettbewerben leistet der Verband zudem einen wichtigen Beitrag zur Nachwuchsförderung.

### Fachgruppe BIM im Fertigteilbau
Im Bundesverband Bausysteme e. V. angesiedelt, setzt sich die 2010 gegründete Fachgruppe BIM im Fertigteilbau zum Ziel, die Datenübertragung zwischen allen am Fertigteilbau beteiligten Parteien zu optimieren. Auf Basis der IFC entwickelt die Fachgruppe dazu eine Schnittstelle, die speziell auf die Anforderungen des Fertigteilbaus zugeschnitten ist.